# JR東日本テクノサービス
株式会社JR東日本テクノサービス（ジェイアールひがしにほんテクノサービス、英:  JR East Techno Service Co., Ltd.）は、宮城県仙台市青葉区に本社を置く、東日本旅客鉄道（JR東日本）グループの企業である。
2020年4月1日付で、社名を「株式会社ジェイアールテクノサービス仙台」から変更した。

## 沿革
- 1966年（昭和41年）4月 - 東北鉄道整備株式会社創立。
- 2000年（平成12年）4月 - 株式会社東日本コンフォテック、東北新幹線整備株式会社及び東北鉄道整備株式会社の三社合併により、社名を株式会社ジェイアールテクノサービス仙台に変更
- 2001年（平成13年）12月 - 東日本旅客鉄道株式会社からグループ会社として初めて構内入換業務と交番検査業務を受託。
- 2002年（平成14年）4月 - 7支店を廃止し14営業所を設置。
- 2003年（平成15年）11月 - 東日本旅客鉄道株式会社から線区管理業務を新規受託。
- 2005年（平成17年）4月 - JRビル営業所を仙台営業所に統合。
- 2007年（平成19年）2月 - 宮城野営業所を仙台東営業所に統合。
- 2010年（平成22年）4月 - 新幹線営業所・台車センターと検修センターを統合しメンテナンスセンターとなる。
- 2010年（平成22年）9月 - 会津若松営業所・会津鉄道支所廃止。
- 2012年（平成24年）6月 - 安全訓練センター新設。
- 2012年（平成24年）10月 - 東日本旅客鉄道株式会社から車両検修・構内業務受託拡大。
- 2013年（平成25年）4月 - 清掃訓練センター新設。
- 2014年（平成26年）3月 - 福島営業所の阿武隈急行支所廃止。
- 2015年（平成27年）4月 - 新幹線車両台車関連業務をJR東日本テクノロジーへ移管。
- 2016年（平成28年）6月 - 本社組織改正（営業開発部新設）。
- 2018年（平成30年）5月 - 仙台車両センター内に構内シミュレータ室開設。[3]
- 2020年（令和2年）4月 - 株式会社JR東日本テクノサービスに社名変更。[4]
- 2020年（令和2年）4月 - 郡山総合車両センター郡山派出所内に２カ所目の構内シミュレータ室開設。[5]

## 事業内容
- JR東日本東北本部管内の新幹線や在来線の車両・駅舎・駅ビル・ホテル・病院等の清掃整備、車両のメンテナンスのほか、基地構内での車両運転、信号扱い等。

## 事業所
- 郡山営業所
  - 白河営業センター
- 福島営業所
  - 米沢営業センター
  - 阿武隈急行支所（2014年（平成26年）3月廃止）
- 仙台営業所
  - JR東北本部ビルセンター
- 仙台ターミナルビル営業所
- ビルサービス営業所
  - 中嶋病院センター
  - JR病院センター
- 仙台東営業所 - JR仙台車両センター構内
  - 宮城野支所 - JR宮城野派出構内
- 新幹線営業所 - JR新幹線総合車両センター構内
  - 事務センター
  - メンテナンスセンター
  - 整備センター
  - 環境保全センター
- 小牛田営業所 - JR小牛田運輸区構内
  - 古川営業センター
- 会津若松営業所
  - 中央病院センター
  - 会津鉄道支所（2010年（平成22年）9月廃止）
- 山形営業所
- 山形南営業所 - JR山形新幹線車両センター構内
- 新庄営業所